# Cyllopoda versicolor
Cyllopoda versicolor är en fjärilsart som beskrevs av Paul Dognin 1908. Cyllopoda versicolor ingår i släktet Cyllopoda och familjen mätare. Inga underarter finns listade i Catalogue of Life.